# Alopecosa leonhardii
Alopecosa leonhardii är en spindelart som först beskrevs av Embrik Strand 1913.  Alopecosa leonhardii ingår i släktet Alopecosa och familjen vargspindlar. Inga underarter finns listade i Catalogue of Life.